# BenDeLaCreme
Benjamin Putnam, plus connu sous le nom de scène BenDeLaCreme, est un acteur, danseur new burlesque et drag queen américain, principalement connu pour avoir participé à la sixième saison de RuPaul's Drag Race et à la troisième saison de RuPaul's Drag Race: All Stars.

## Jeunesse
Benjamin grandit dans le Connecticut. Pendant sa participation à RuPaul's Drag Race, il révèle qu'il a subi du harcèlement pendant son enfance à cause de son surpoids et de son homosexualité. Sa mère, qui contrebalançait ces remarques avec sa positivité, meurt des suites d'un cancer alors qu'il n'a que treize ans. Benjamin a également ouvertement partagé sa lutte contre la dépression, en disant que son personnage « terriblement délicieux » l'a aidé à en sortir.

## Influences
Le nom de scène de Benjamin est un jeu de mots entre son prénom et l'expression crème de la crème, qui signifie le meilleur du meilleur. Il est également parfois appelé Bendela, une référence au prénom Vendela. Il préfère distinguer sa personnalité masculine privée et sa personnalité féminine publique. Il explique dans une interview pour Artes Magazine : « Je considère BenDeLaCreme comme la meilleure partie de Ben, qui est le nom de l'homme avec lequel je partage un corps. Selon moi, DeLa est ma partie "femme". Si vous m'appelez "Ben", vous parlez à cet homme. Si vous m'appelez "DeLa", vous me parlez à moi. »
Benjamin dit devoir son intérêt pour le transformisme et le new burlesque à Varla Jean Merman, après avoir vu son spectacle Holiday Ham en 2011. Il fut inspiré par son approche théâtrale et très caractérielle du transformisme. DeLa considère que le transformisme est « quelque chose d'intrinsèquement politique » et une opportunité d'encourager les gens à penser à des problèmes complexes concernant le genre et la sexualité à travers l'humour et le théâtre. Ses spectacles solo combinent la comédie, le chant, le new burlesque et la danse. Le style des tenues de DeLa rappelle l'archétype de la pin-up des années 1950. Elle cite la danseuse et actrice Ann Miller comme l'une de ses premières influences.

## Carrière

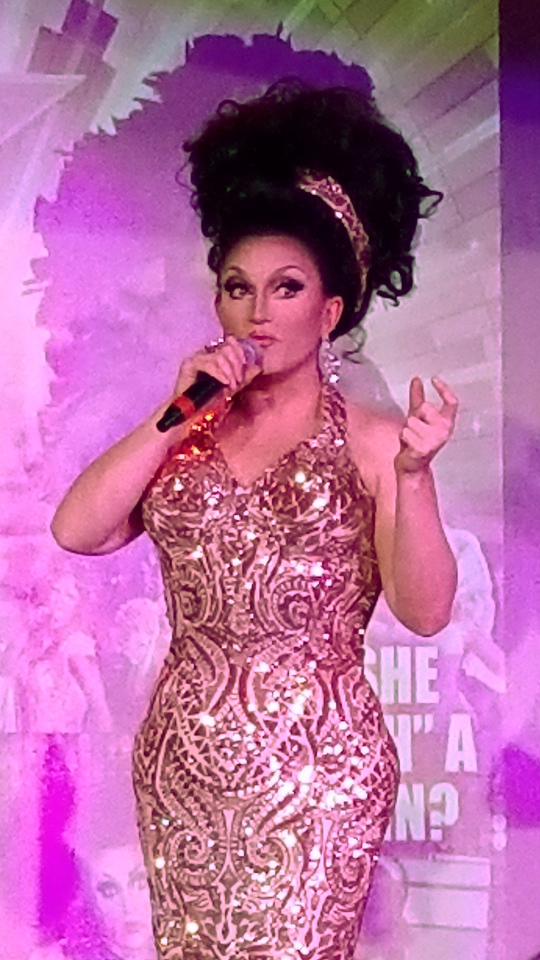
BenDeLaCreme en 2018.

La carrière de BenDeLaCreme commence à Chicago en 2002, alors qu'il préparait un baccalauréat en beaux-arts à l'École de l'Institut d'art de Chicago. Bien que la plupart de ses cours tournaient autour de la peinture, il était plus intéressé par la performance,.
Il commence le transformisme en participant à des revues dans les bars gays de Chicago. Très tôt, elle découvre une facette plus explicitement féministe et portant plus de messages du transformisme à travers les Chicago Kings, une troupe de drag kings dont elle fit partie pendant un temps. En même temps, DeLa prend la décision de présenter un personnage positif et enjoué pendant ses représentations, même quand elle parle de sujets sérieux tels que les préjugés, la mort et la dépression.
Elle se représente à présent à Seattle, dans l'État de Washington. Elle enseigne à l'Académie de Burlesque de Seattle et est l'hôtesse de la troupe burlesque The Atomic Bombshells. Elle collabore avec de nombreux membres de la scène de Seattle, notamment Jinkx Monsoon, gagnante de la cinquième saison de RuPaul's Drag Race. Elle dirige également la compagnie de production théâtrale DeLouRue Presents, créant et se représentant dans des revues comme Freedom Fantasia et Homo for the Holidays, populaires à Seattle, avec le duo burlesque Kitten La Rue et Lou Henry Hoover, ses amis et fréquents collaborateurs.
BenDeLaCreme fait également des tournées solo, comme Terminally Delightful, Cosmos et Inferno A-Go-Go. Elle fait également des apparitions dans de nombreux films du réalisateur Wes Hurley, comme dans les documentaires Waxie Moon et Waxie Moon in Fallen Jewel, et comme narrateur dans la série Capitol Hill.

## RuPaul's Drag Race
En 2014, BenDeLaCreme est annoncée comme l'une des quartorze candidates de la sixième saison de RuPaul's Drag Race, dans laquelle elle se place cinquième. Elle est couronnée Miss Congeniality par les spectateurs.
En 2018, elle est invitée pour participer à la troisième saison de RuPaul's Drag Race: All Stars. Après un parcours exceptionnel dans toute l'histoire de l'émission et cinq victoires sous le bras, elle décide de s'éliminer et d'abandonner la compétition, disant qu'elle a déjà prouvé son talent et qu'elle sent que les autres candidates méritent la couronne plus qu'elle ne la veut. Elle se place donc sixième. DeLa est à l'heure actuelle la seule candidate de RuPaul's Drag Race à avoir gagné cinq challenges en une saison et aussi la seule candidate à avoir gagné quatre challenges de suite.

## Filmographie

### Télévision
| Année | Titre                         | Rôle      | Notes                                                                            |
| ----- | ----------------------------- | --------- | -------------------------------------------------------------------------------- |
| 2014  | RuPaul's Drag Race            | Elle-même | Candidate : Saison 6 — 5e place Invitée : Saison 7 — Épisode 14 : "Grand Finale" |
| 2015  | RuPaul's Drag Race            | Elle-même | Candidate : Saison 6 — 5e place Invitée : Saison 7 — Épisode 14 : "Grand Finale" |
| 2014  | RuPaul's Drag Race: Untucked  | Elle-même | Émission connexe de RuPaul's Drag Race                                           |
| 2018  | RuPaul's Drag Race: All Stars | Elle-même | Candidate : Saison 3 — 6e place (abandon)                                        |

### Cinéma
- 2020 : Ma belle-famille, Noël et moi (Happiest Season) de Clea DuVall : Miss L'Teau